# ثيودور كونفر
ثيودور كونفر (بالإنجليزية: Theodore Conover)‏ هو لاعب كرة قاعدة أمريكي، ولد في 10 مارس 1868 في ليكسينغتون في الولايات المتحدة، وتوفي في 27 يوليو 1910 في باريس في الولايات المتحدة.

## وصلات خارجية
- ثيودور كونفر على موقعبيزبول رفرنس.كوم (الدوري الرئيسي) (الإنجليزية)